# Університет Таскігі
Університет Таскігі (англ. Tuskegee University) — приватний історично чорний університет в Таскігі, штат Алабама. 
Університет Таскігі пропонує 40 бакалаврських програм, 17 магістерських програм, п'ятирічну акредитовану професійну програму в галузі архітектури, 4 докторські програми та доктора ветеринарної медицини. В університеті проживає майже 3000 студентів з різних країн США та 30 закордонних країн.
Містечко університету спроектував архітектор Роберт Робінсон Тейлор, перший афроамериканець, який закінчив Массачусетський технологічний інститут, спільно з Девідом Віллістоном, першим професійно підготовленим афро-американським ландшафтним архітектором.

## Історія

### Ранній етап
Університет був заснований 4 липня 1881 року як звичайна школа для кольорових вчителів Таскігі. Це було результатом угоди, укладеної під час виборів 1880 року в окрузі Мейкон між колишнім полковником Конфедерації В. Ф. Фостером, який був кандидатом на переобрання до сенату штату Алабама, та місцевим чорношкірим лідером Льюїсом Адамсом. В.Ф. Фостер запропонував, що якщо Адамс зможе успішно переконати чорношкірих виборців голосувати за Фостера, у разі його обрання Фостер підштовхне штат Алабама до створення університету для чорношкірих в окрузі.  На той час більшість населення округу Макон були чорношкірими, отже, чорні виборці мали політичну владу. Адамс домігся успіху, і Фостер продовжив роботу зі створення університету. Університет став частиною розширення вищої освіти для чорношкірих у колишніх штатах Конфедерації після громадянської війни в Америці, причому багато ВНЗ були засновані Північноамериканською місіонерською асоціацією.  Незважаючи на відсутність формальної освіти, Адамс міг читати, писати та розмовляти кількома мовами. Він був досвідченим бляхарем, майстром збруї та шевцем, а також був масоном.

### Післявоєнний етап
Повоєнні десятиліття були часом постійного розширення для Таскігі, яке додало нові програми та кафедри, додавши аспірантські програми в декількох галузях, що показало підйом професійних досліджень. Наприклад, Школа ветеринарної медицини була додана в 1944 році. Машинобудування було додано в 1953 році, а чотирирічна програма з архітектури — у 1957 році.
У 1985 році Інститут Таскігі отримав статус університету і був перейменований в Університет Таскігі.
У липні 2020 року філантропка Маккензі Скотт пожертвувала університету 20 мільйонів доларів. Її пожертва є найбільшим єдиним подарунком в історії Таскігі.